# Трубецкой, Николай Николаевич
Князь Никола́й Никола́евич Трубецко́й (1836 — 1902) — русский чиновник и землевладелец, генерал-лейтенант, Минский губернатор (1886-1902).
Представитель наиболее старшей ветви Трубецких, сын князя Николая Николаевича и Елизаветы Александровны Лопухиной, чья сестра Варвара была возлюбленной Лермонтова. Отец приходился двоюродным братом С. П. Трубецкому, одному из известнейших декабристов.
По окончании гимназии поступил унтер-офицером в Полтавский пехотный полк. В 1864 году был прикомандирован к департаменту Военного министерства. Занимал пост минского губернатора дольше, чем любой из предшественников. Его имя до революции носила главная улица города Борисова.
В 1887 году после пожара, который произошёл в бывшем городском театре Минска, он выступил  на заседании городской думы с инициативой о проекте нового здания театра; теперь в этом здании Национальный академический театр имени Янки Купалы.

## Семья
Жена (с 23.10.1861) Елизавета Александрова Безак (15.9.1838—11.2.1902), дочь киевского генерал-губернатора А. П. Безака. Дети:
1. Александр (1863—1920) — гвардии капитан.
2. Николай (20.02.1864—2.06.1935) — основатель Общины сестёр милосердия Красного Креста [3], женат на С. Л. Голицыной (1871—1913), внебрачной дочери князя Льва Голицына, у них 6 детей.
3. Эммануил (1864—1902) — окончил Морской корпус.
4. Любовь (1866—1928) — муж Алексей Борисович Нейдгардт (1863—1918).
5. Ольга (1868—1885).
6. Наталья (р. 1870) — муж Александр Николаевич Вельяминов.